# Gutenberg-Galaxis
Der Begriff der Gutenberg-Galaxis wurde von Marshall McLuhan in seinem 1962 erschienenen Buch The Gutenberg Galaxy geprägt; er bezeichnet eine Welt, die grundlegend vom Buch als Leitmedium geprägt ist:

„Der Buchdruck neigte dazu, die Sprache von einem Mittel der Wahrnehmung zu einer tragbaren Ware zu verändern. Der Buchdruck ist nicht nur eine Technologie, sondern selbst ein natürliches Vorkommen oder Rohmaterial wie Baumwolle oder Holz oder das Radio; und wie jedes Rohmaterial formt es nicht nur die persönlichen Sinnesverhältnisse, sondern auch die Muster gemeinschaftlicher Wechselwirkung.“

Das System der Skriptorien war mit der Erfindung des Buchdrucks abgelöst. Dies bedeutete eine grundlegende Veränderung der Bibliotheken, des Theaters und der Foren. Bücher, und somit Wissen, waren nun für viel größere Teile der Menschen zugänglich und diese Zunahme an verfügbarem Wissen beförderte den Meinungsstreit und die öffentliche Willensbildung.  Vorher waren nur wenige Menschen des Lesens mächtig, die Zugänglichkeit zu Literatur zog aber auch eine Veränderung des Lesens selbst nach sich. Das Lesen veränderte sich vom Vorlesen zum Stilllesen, es begann eine allgemeine Alphabetisierung, die eine Bildungsexplosion einleitete. 
Im Zuge dieser Alphabetisierung veränderte sich neben dem Lesen vor allem auch das Denken, die wissenschaftliche Methodik setzte sich gegen das mittelalterliche Denken in Bildern und Metaphern durch. Es wurden komplexe Vorgänge nun linear, in Form von Schrift, aufgespalten und dargestellt. Die typographischen Grundsätze der Uniformität, Kontinuität und Linearität überlagerten die komplexen Formen der alten feudalen und oralen Gesellschaft. Die geographische Verbreitung von Druckwerken forderte und förderte die Normierung und Standardisierung der Sprache bis hin zur Entwicklung von Nationalsprachen. McLuhan spricht von einer Aufsprengung der oralen Stammesorganisation hin zu einer totalen Dominanz des Auges.
Das Gutenberg-Zeitalter wird auch als Periode der „Explosion“ bezeichnet. Damit ist die Ausweitung des Menschen in den Raum gemeint, allerdings ist sie noch gekennzeichnet durch ein allgemein langsames Tempo, durch eine Verzögerung der Reaktionen auf die Aktionen. Diese Verzögerung wird erst abgelöst durch das „Zeitalter der Implosion“, auch „elektronisches Zeitalter“ genannt.

## Diskurse der Gutenberg-Galaxis
Zeitgenössische Medientheoretiker wie Friedrich Kittler und Norbert Bolz greifen diese Vorstellung auf und sprechen beispielsweise von einem alphabetischen Monopol. Kittler erörtert die weitere Entwicklung der Diskursnetzwerke der Neuzeit anhand seiner Studie Aufschreibesysteme 1800/1900, wo er die Gutenberg-Galaxis als „sexuell geschlossenen Regelkreis“ charakterisiert.
Das Diskurssystem der Goethe-Zeit – das Aufschreibesystem 1800 – war nach seinen Analysen gekennzeichnet durch die Merkmale
- Autorität und Autorschaft,
- Handschrift und Relektüre,
- Schöpfernarzissmus und Lesergehorsam.

Das Aufschreibesystem 1900 bricht mit diesem System durch Entwicklung der Physiologie, Psychophysik und Psychotechnik. Dieser „Sturz des Diskurssystems der Goethezeit“ ermöglicht die Entwicklung von mechanischen Speichern für Schrift, Bild und Ton.
Die „drei technischen Urmedien“ dieser Gründerzeit sind Phonograph, Kino und Schreibmaschine, welche die Sektoren von Akustik, Optik und Schrift erst auseinanderdifferenzieren (Grammophon, Film, Typewriter, S. 79).

## Mediengenealogie
In der historischen Entwicklung der Medien unterscheidet McLuhan vier Phasen:
1. Das Zeitalter vor dem Buchdruck, das gekennzeichnet ist durch Mündlichkeit (Oralität) und Schriftlichkeit (Literalität). Hier kann weiter unterschieden werden zwischen dem Zeitalter der oralen Stammeskultur (siehe Oralität) und dem
2. Zeitalter der literalen Manuskriptkultur (siehe Literalität und Skriptographeum)
3. Das Zeitalter Gutenbergs, das einsetzt mit Gutenbergs Erfindung des Buchdrucks mit beweglichen Lettern 1450 (siehe Typographeum);
4. Das Zeitalter Marconis, das mit der Erfindung der drahtlosen Telegrafie durch Guglielmo Marconi 1894 einsetzt.

## Ende der Gutenberg-Galaxis
Nach McLuhan kennzeichnet das Aufkommen der elektronischen Medien und die elektronische Vernetzung der existierenden Gesellschaften „zu einem einzigen globalen Stamm“ das Ende des Buchzeitalters; er prophezeit eine Umwandlung der Welt in ein elektronisch geschaffenes „globales Dorf“.
Der Soziologe Manuel Castells folgt in seiner Trilogie Das Informationszeitalter (1996) McLuhans Argumentation und schließt an die Gutenberg-Galaxis die durch das Fernsehen beherrschte McLuhan-Galaxis an; diese Epoche ist für ihn gekennzeichnet durch eine Orientierung der diversen Publikationsformen am Fernsehen: Bücher wurden zunehmend mit dem Hintergedanken geschrieben, auch zu Fernseh-Drehbüchern werden zu können oder thematisierten TV-Figuren bzw. Themen, die durch das Fernsehen populär gemacht wurden. Die McLuhan-Galaxis stelle das Ende der Gutenberg-Galaxis dar und bilde den Übergang zur Internet-Galaxis, welche wiederum weitgehend synonym ist zu dem Konstrukt, welches andere Autoren beispielsweise als Turing-Galaxis oder Berners-Lee-Andreessen-Galaxis bezeichnen.
Zeitgenössische Medientheoretiker wie Norbert Bolz gehen davon aus, dass wir uns derzeit in einer Transformationsphase befinden zwischen der Gutenberg-Galaxis und einer Welt, die von einem neuen Paradigma geprägt ist; begrifflich wird die Nachfolgerwelt nach dem Paradigmenwechsel beispielsweise als Turing-Galaxis bezeichnet, die durch neue Speicher- und Übertragungsmedien, insbesondere den Computer, geprägt ist. In dieser Richtung argumentieren auch die Virtualitäts- und Simulationstheoretiker wie Paul Virilio. 
Andere Ansätze sehen eher Netzwerk- oder Rhizom-Strukturen als Leitparadigma (Félix Guattari/Gilles Deleuze).
Wiederum andere Medientheoretiker wie Vilém Flusser setzen den Umbruch mit der Entstehung der technischen Bilder an, vor allem also mit der Entwicklung der Fotografie um 1839.